# No Pier Pressure
| Recensione           | Giudizio |
| -------------------- | -------- |
| AllMusic             | [ 1 ]    |
| Consequence of Sound | C−       |
| Entertainment Weekly | B        |
| Exclaim!             | 4/10     |
| The Guardian         | [ 5 ]    |
| Mojo                 | [ 6 ]    |
| Pitchfork Media      | 5.6/10   |
| PopMatters           | 2/10     |
| Rolling Stone        | [ 9 ]    |
| The Telegraph        | [ 10 ]   |

No Pier Pressure è l'undicesimo album in studio del cantautore statunitense Brian Wilson, pubblicato nell'aprile 2015.

## Tracce
1. This Beautiful Day – 1:24
2. Runaway Dancer (feat. Sebu Simonian) – 3:58
3. What Ever Happened (feat. Al Jardine & David Marks) – 2:51
4. On the Island (feat. She & Him) – 2:14
5. Half Moon Bay (feat. Mark Isham) – 3:22
6. Our Special Love (feat. Peter Hollens) – 3:43
7. The Right Time (feat. Jardine & Marks) – 2:54
8. Guess You Had to Be There (feat. Kacey Musgraves) – 3:23
9. Tell Me Why (feat. Jardine) – 3:40
10. Sail Away (feat. Blondie Chaplin & Jardine) – 3:42
11. One Kind of Love – 3:34
12. Saturday Night (feat. Nate Ruess) – 3:30
13. The Last Song – 4:36